# Motor Lublin (piłka nożna) w sezonie 2021/2022
Sezon 2021/2022 był dla Motoru Lublin 28. sezonem na trzecim szczeblu ligowym.

## Przebieg sezonu

### Letni okres przygotowawczy
Po zakończeniu poprzedniego sezonu z Motoru odeszli Rafał Grodzicki, Sławomir Duda, Kamil Kumoch, Dawid Pakulski, Michał Bogacz, Szymon Rak, Dariusz Łukasik, Piotr Darmochwał oraz Krystian Kalinowski. Pierwszym zawodnikiem, który dołączył do zespołu przed rozpoczęciem rozgrywek został Maciej Firlej, występujący poprzednio w Zniczu Pruszków. Ponadto kontrakt z Motorem podpisali Wojciech Błyszko (poprz. Stal Mielec), Michał Fidziukiewicz, Tomasz Kołbon (poprz. Garbarnia Kraków), Kamil Rozmus (poprz. Górnik Łęczna), Vitinho (poprz. U.D. Vilafranquense), Adrian Dudziński (poprz. Unia Skierniewice), Sebastian Rak oraz Adam Ryczkowski (poprz. Chojniczanka Chojnice). Ponadto z Escoli Varsovia wypożyczono Damiana Sędzikowskiego.
Piłkarze do treningów powrócili 5 lipca. 12 lipca 22-osobowa kadra wyjechała na obóz przygotowawczy do Opalenicy, gdzie rozegrali mecz sparingowy z Polonią Środa Wielkopolska, zwyciężając po bramce Krzysztofa Ropskiego. Dwa dni później do beniaminka ekstraklasy Górnika Łęczna wypożyczono Michała Króla, który wraz z końcem ubiegłego sezonu utracił status zawodnika młodzieżowego w II lidze.
| Data                           | Przeciwnik                 | D/W | Miejsce                    | Wynik M/P | Strzelcy                           | Źródło |  |
| ------------------------------ | -------------------------- | --- | -------------------------- | --------- | ---------------------------------- | ------ |  |
|                                |                            |     |                            |           |                                    |        |  |
| PRZEDSEZONOWE MECZE SPARINGOWE |                            |     |                            |           |                                    |        |  |
|                                |                            |     |                            |           |                                    |        |  |
| 11 lipca 2021                  | Siarka Tarnobrzeg          | D   | boczne boisko Areny Lublin | 2:0       | Fidziukiewicz 9', Ropski 46'       | [ 17 ] |  |
| 14 lipca 2021                  | Polonia Środa Wielkopolska | N   | Opalenica                  | 1:0       | Ropski 47'                         | [ 15 ] |  |
| 17 lipca 2021                  | Radomiak Radom             | W   | Pionki                     | 2:1       | Wójcik 21', Ropski 77'             | [ 18 ] |  |
| 21 lipca 2021                  | Hapoel Tel Awiw            | N   | Warka                      | 0:1       |                                    | [ 19 ] |  |
| 24 lipca 2021                  | Legia II Warszawa          | D   | boczne boisko Areny Lublin | 3:0       | Ropski 58', Fidziukiewicz 83', 87' | [ 20 ] |  |

### Runda jesienna

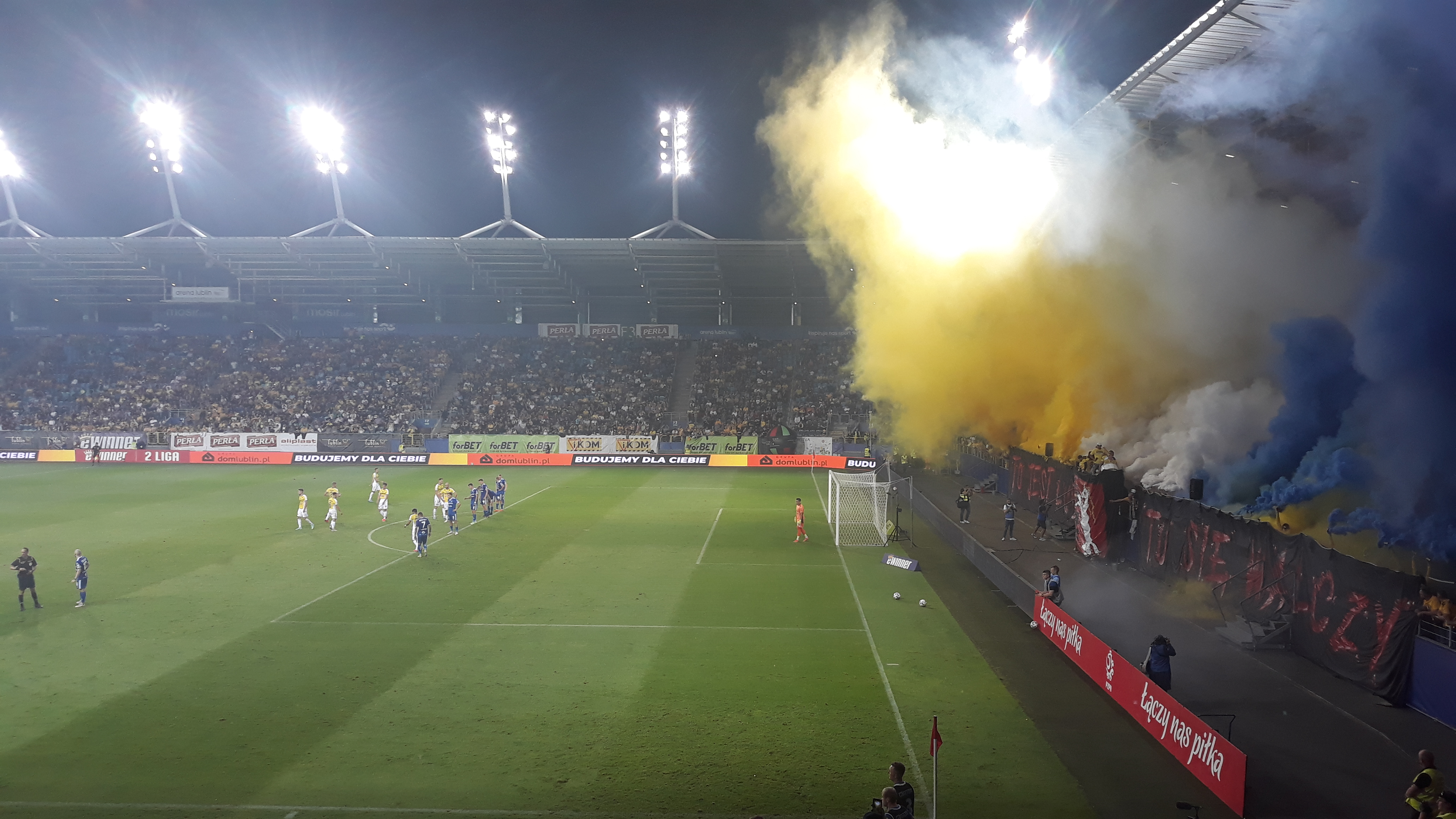
Inauguracja sezonu na Arenie Lublin. Motor – Ruch Chorzów

Na inaugurację nowego sezonu piłkarze Motoru wyjechali do Pruszkowa na mecz ze Zniczem. Wynik spotkania otworzył w 3. minucie debiutujący w zespole Michał Fidziukiewicz. W 25. minucie na 2:0 podwyższył również debiutujący Adrian Dudziński. Fidziukiewicz zdobył jeszcze dwie bramki: w 54. minucie z rzutu karnego i w doliczonym czasie gry. Ostatecznie mecz zakończył się zwycięstwem Motoru 4:1. Gospodarze bramkę honorową zdobyli w 85. minucie. W drugiej kolejce Motor podejmował na własnym stadionie beniaminka – Ruch Chorzów. Jako pierwsi bramkę zdobyli goście za sprawą trafienia Tomasza Foszmańczyka w 34. minucie. W 57. minucie Łukasz Janoszka podwyższył na 2:0, po błędzie obrony Motoru. Pięć minut później kontaktową bramkę dla lubelskiego zespołu Michał Fidziukiewicz. W 67. minucie Adam Ryczkowski nie wykorzystał dogodnej sytuacji na wyrównanie, strzelając z kilku metrów wprost w bramkarza gości Jakuba Bieleckiego. W końcowym fragmecie gry bliżsi zdobycia bramki byli piłkarze Ruchu dwukrotnie oddając strzał, po którym piłka trafiła w poprzeczkę bramki Seweryna Kiełpina. Na meczu z Ruchem zanotowano rekord frekwencji na ligowym spotkaniu Motoru na Arenie Lublin. Na trybunach stadionu zasiadło 9237 widzów.
W niedzielę, 15 sierpnia, Motor rozgrywał wyjazdowe spotkanie z rezerwami Śląska Wrocław. W 20. minucie prowadzenie objął lubelski zespół po strzale Michała Fidziukiewicza z podania Vitinho. Pięć minut przed przerwą gospodarze wyrównali po wykorzystaniu rzutu karnego. W 51. minucie po dośrodkowaniu z rzutu rożnego strzałem głową Adrian Dudziński zdobył drugą bramkę dla Motoru, jednak w 82. minucie Śląsk zdołał wyrównać i ostatecznie mecz zakończył się podziałem punktów. Mecz czwartej kolejki pomiędzy Motorem a Hutnikiem Kraków rozegrany został w środku tygodnia i zakończył się zwycięstwem lubelskiego zespołu 3:0. Wszystkie bramki padły w drugiej połowie, a jedną z nich zdobył obrońca Wojciech Błyszko, dla którego był to pierwszy gol w barwach Motoru. 20 sierpnia kontrakt za porozumieniem stron rozwiązał napastnik Daniel Świderski i dołączył do trzecioligowej Stali Stalowa Wola. W Siedlcach Motor przegrał z Pogonią 2:4, a w meczu szóstej kolejki zremisował bezbramkowo w Elblągu z Olimpią. 1 września klub rozwiązał z obrońcą Arielem Wawszczykiem kontrakt za porozumieniem stron. Tego samego dnia do drużyny dołączył brazylijski obrońca Victor Massaia. W siódmej kolejce Motor podejmował spadkowicza z I ligi – GKS Bełchatów. W 13. minucie bramkę na 1:0 dla lubelskiego zespołu zdobył Piotr Ceglarz i takim wynikiem zakończyła się pierwsza połowa. W drugiej Motor zdobył trzy bramki za sprawą Michała Fidziukiewicza (dwa gole, w tym jeden z przewrotki) i Macieja Firleja.
W ósmej kolejce Motor odniósł drugie zwycięstwo z rzędu, pokonując na wyjeździe rezerwy Lecha Poznań 3:0. Do przerwy prowadził lubelski zespół dzięki bramce z rzutu karnego Michała Fidziukiewicza. Pięć minut po zmianie stron Motor podwyższył prowadzenie dzięki trafieniu Arkadiusza Najemskiego. W 61. minucie gospodarze mogli zdobyc kontaktową bramkę, jednak rzutu karnego nie wykorzystał Adrian Laskowski. W 74. minucie trzecią bramkę dla Motoru zdobył Fidziukiewicz. W meczu z Lechem II ze względu na uraz nie mógł wystąpić Brazylijczyk Vitinho. W takim samym stosunku Motor pokonał tydzień później na własnym stadionie Garbarnię Kraków. Kilka dni wcześniej kontuzję kolana na treningu odniósł Victor Massaia. Uraz wykluczył go z gry na kilka miesięcy. W dziesiątej kolejce Motor zremisował na wyjeździe z beniaminkiem – Pogonią Grodzisk Mazowiecki 1:1. Po pięciu remisach z rzędu Motor doznał porażki na własnym boisku z liderem rozgrywek Stalą Rzeszów. W siedemnastej kolejce Motor pokonał na Arenie Lublin Wisłę Puławy 4:1 i zakończył rundę jesienną na siódmym miejscu w tabeli.

### Zimowy okres przygotowawczy
9 grudnia zespół opuścił Brazylijczyk Vitinho, z którym rozwiązano kontrakt za porozumieniem stron. 30 grudnia z Motoru odszedł Krzysztof Ropski. Pierwszym piłkarzem, który dołączył do drużyny w przerwie zimowej został Jakub Świeciński (poprz. Elana Toruń). 19 stycznia do Avii Świdnik wypożyczono Dominika Kuncę. 1 lutego półroczny kontrakt z opcją przedłużenia o rok podpisał Jakub Kosecki (poprz. Cracovia). 7 lutego wykupiono z Escoli Varsovia Damiana Sędzikowskiego.
| Data                                | Przeciwnik                  | D/W | Miejsce                         | Wynik M/P | Strzelcy                                                                                      | Źródło |  |
| ----------------------------------- | --------------------------- | --- | ------------------------------- | --------- | --------------------------------------------------------------------------------------------- | ------ |  |
|                                     |                             |     |                                 |           |                                                                                               |        |  |
| MECZE SPARINGOWE W PRZERWIE ZIMOWEJ |                             |     |                                 |           |                                                                                               |        |  |
|                                     |                             |     |                                 |           |                                                                                               |        |  |
| 22 stycznia 2022                    | ŁKS Łódź                    | W   | Łódź                            | 1:2       | Wójcik 18'                                                                                    | [ 44 ] |  |
| 26 stycznia 2022                    | Tomasovia Tomaszów Lubelski | D   | boczne boisko Areny Lublin      | 2:0       | Ryczkowski 31', Firlej 47'                                                                    | [ 45 ] |  |
| 30 stycznia 2022                    | Górnik Łęczna               | W   | Łęczna                          | odwołany  | odwołany                                                                                      | [ 46 ] |  |
| 2 lutego 2022                       | Chełmianka Chełm            | N   | Lubartów                        | 6:2       | Bonin 20' (sam), Swędrowski 26', Ryczkowski 29', Wójcik 35', · Fidziukiewicz 41', Ceglarz 43' | [ 47 ] |  |
| 6 lutego 2022                       | Siarka Tarnobrzeg           | D   | boczne boisko Areny Lublin      | 1:3       | Kafel 58'                                                                                     | [ 48 ] |  |
| 10 lutego 2022                      | Legionovia Legionowo        | W   | Uniejów                         | 4:2       | Ryczkowski 25', 73', Fidziukiewicz 72', Ceglarz 79' (k)                                       | [ 49 ] |  |
| 11 lutego 2022                      | Legia II Warszawa           | W   | Książenice                      | 2:0       | Król 44' (k), Rak 88'                                                                         | [ 50 ] |  |
| 19 lutego 2022                      | Świt Nowy Dwór Mazowiecki   | D   | Lublin, boisko przy ul. Rusałka | 6:0       | Swędrowski 10', 25', Rak 14', 20' (sam), · Fidziukiewicz 30', Polak 74'                       | [ 51 ] |  |

### Runda wiosenna
27 marca 2022 w ramach dwudziestej piątej kolejki Motor podejmował rezerwy Lecha Poznań. Lubelski zespół wygrał spotkanie 2:1 po bramkach Michała Fidziukiewicza w 61. minucie z rzutu karnego, którego wywalczył Jakub Kosecki oraz rezerwowego Pawła Moskwika w 86. minucie. Honorową bramkę dla Lecha zdobył Igor Kornobis w doliczonym czasie gry. Było to szóste zwycięstwo z rzędu (wliczając w to trzy punkty przyznane za walkower z GKS-em Bełchatów), dzięki czemu Motor umocnił się w strefie barażowej o awans na zaplecze Ekstraklasy. 6 kwietnia do drużyny dołączył reprezentant Mołdawii Dmitri Mandrîcenco. 16 kwietnia Motor rozgrywał wyjazdowe spotkanie z wideliderem rozgrywek Chojniczanką Chojnice. Mecz zakończył się zwycięstwem Chojniczanki 1:0, po bramce Tomasza Mikołajczaka. Dzięki tej wygranej Chojniczanka utrzymała pozycję wicelidera. W tej samej kolejce Ruch Chorzów pokonał liderującą Stal Rzeszów 2:1 i zwiększył przewagę nad czwartym w tabeli Motorem do pięciu punktów. 
Po zwycięstwie nad KKS-em Kalisz Motor udał się na wyjazd do Suwałk na mecz z Wigrami. Gospodarze dwukrotnie obejmowali prowadzenie, jednak Motor potrafił doprowadzić do wyrównania. O wygranej Wigier zdecydowała samobójcza bramka Pawła Moskwika w ostatniej akcji meczu. W ostatniej kolejce Motor przegrał wyjazdowe spotkanie z Wisłą Puławy i przy wygranej Wigier Suwałki z Pogonią Grodzisk Mazowiecki zajął ostatecznie w sezonie 2021/2022 5. miejsce. 25 maja Motor rozegrał półfinał baraży o awans do I ligi, w którym przeciwnikiem był zespół Wigier. Lubelski zespół odniósł pierwsze w sezonie zwycięstwo z zespołem pierwszej szóstki ligowej tabeli i awansował do finału. W drugim półfinale Ruch Chorzów pokonał Radunię Stężyca 1:0 po dogrywce. W finale Motor przegrał z Ruchem 0:4.

## Tabela
| Poz | Klub                      | M  | Pkt | Bz | Bs |
| --- | ------------------------- | -- | --- | -- | -- |
| 1.  | Stal Rzeszów              | 34 | 77  | 75 | 35 |
| 2.  | Chojniczanka Chojnice     | 34 | 73  | 72 | 31 |
| 3.  | Ruch Chorzów              | 34 | 63  | 48 | 27 |
| 4.  | Wigry Suwałki             | 34 | 60  | 58 | 38 |
| 5.  | Motor Lublin              | 34 | 59  | 54 | 31 |
| 6.  | Radunia Stężyca           | 34 | 53  | 60 | 51 |
| 7.  | Lech II Poznań            | 34 | 52  | 41 | 45 |
| 8.  | Garbarnia Kraków          | 34 | 48  | 51 | 43 |
| 9.  | Olimpia Elbląg            | 34 | 46  | 33 | 32 |
| 10. | Pogoń Siedlce             | 34 | 46  | 47 | 55 |
| 11. | Wisła Puławy              | 34 | 44  | 56 | 54 |
| 12. | Śląsk II Wrocław          | 34 | 43  | 51 | 53 |
| 13. | KKS 1925 Kalisz           | 34 | 42  | 43 | 48 |
| 14. | Znicz Pruszków            | 34 | 39  | 38 | 45 |
| 15. | Hutnik Kraków             | 34 | 35  | 38 | 55 |
| 16. | Pogoń Grodzisk Mazowiecki | 34 | 31  | 34 | 54 |
| 17. | Sokół Ostróda             | 34 | 19  | 32 | 77 |
| 18. | GKS Bełchatów             | 34 | 18  | 17 | 74 |

## Mecze ligowe w sezonie 2021/2022
| Data                                     | Przeciwnik                | D/W | Miejsce              | Wynik M/P  | Strzelcy                                                                     | Widzów | Źródło | TV |
| ---------------------------------------- | ------------------------- | --- | -------------------- | ---------- | ---------------------------------------------------------------------------- | ------ | ------ | -- |
|                                          |                           |     |                      |            |                                                                              |        |        |    |
| RUNDA JESIENNA                           |                           |     |                      |            |                                                                              |        |        |    |
|                                          |                           |     |                      |            |                                                                              |        |        |    |
| 31 lipca 2021                            | Znicz Pruszków            | W   | Stadion Znicza       | 4:1        | Fidziukiewicz 3', 54' (k), 90+', Dudziński 25'                               | 468    | [ 59 ] |    |
| 8 sierpnia 2021                          | Ruch Chorzów              | D   | Arena Lublin         | 1:2        | Fidziukiewicz 62'                                                            | 9237   | [ 23 ] |    |
| 15 sierpnia 2021                         | Śląsk II Wrocław          | W   | Stadion Oporowska    | 2:2        | Fidziukiewicz 20', Dudziński 51'                                             | 871    | [ 60 ] |    |
| 18 sierpnia 2021                         | Hutnik Kraków             | D   | Arena Lublin         | 3:0        | Fidziukiewicz 47', Ceglarz 53', Błyszko 61'                                  | 3190   | [ 61 ] |    |
| 22 sierpnia 2021                         | Pogoń Siedlce             | W   | Stadion Pogoni       | 2:4        | Fidziukiewicz 3', Firlej 85'                                                 | 880    | [ 27 ] |    |
| 28 sierpnia 2021                         | Olimpia Elbląg            | W   | Stadion Olimpii      | 0:0        |                                                                              | 1074   | [ 28 ] |    |
| 4 września 2021                          | GKS Bełchatów             | D   | Arena Lublin         | 4:0        | Ceglarz 13', Fidziukiewicz 53', 63', Firlej 87'                              | 2898   | [ 62 ] |    |
| 11 września 2021                         | Lech II Poznań            | W   | Wronki               | 3:0        | Fidziukiewicz 40' (k), 74', Najemski 50'                                     | –      | [ 63 ] |    |
| 18 września 2021                         | Garbarnia Kraków          | D   | Arena Lublin         | 3:0        | Błyszko 11', Fidziukiewicz 60' (k), Firlej 90'                               | 2478   | [ 33 ] |    |
| 25 września 2021                         | Pogoń Grodzisk Mazowiecki | W   | Grodzisk Mazowiecki  | 1:1        | Fidziukiewicz 77'                                                            | 850    | [ 35 ] |    |
| 2 października 2021                      | Chojniczanka Chojnice     | D   | Arena Lublin         | 0:0        |                                                                              | 2991   | [ 64 ] |    |
| 9 października 2021                      | KKS 1925 Kalisz           | W   | Stadion KKS-u        | 0:0        |                                                                              | 1152   | [ 65 ] |    |
| 16 października 2021                     | Wigry Suwałki             | D   | Arena Lublin         | 1:1        | Ropski 90+4'                                                                 | 2365   | [ 66 ] |    |
| 23 października 2021                     | Sokół Ostróda             | W   | Stadion Sokoła       | 1:1        | Ceglarz 55'                                                                  | 173    | [ 67 ] |    |
| 31 października 2021                     | Stal Rzeszów              | D   | Arena Lublin         | 0:2        |                                                                              | 5451   | [ 68 ] |    |
| 7 listopada 2021                         | Radunia Stężyca           | W   | Stadion Raduni       | 0:3        |                                                                              | 362    | [ 69 ] |    |
| 13 listopada 2021                        | Wisła Puławy              | D   | Arena Lublin         | 4:1        | Fidziukiewicz 24', 55' (k), Ceglarz 78', Firlej 90+3'                        | 2351   | [ 70 ] |    |
|                                          |                           |     |                      |            |                                                                              |        |        |    |
| MECZE RUNDY REWANŻOWEJ ROZEGRANE AWANSEM |                           |     |                      |            |                                                                              |        |        |    |
|                                          |                           |     |                      |            |                                                                              |        |        |    |
| 20 listopada 2021                        | Znicz Pruszków            | D   | Arena Lublin         | 1:1        | Sędzikowski 14'                                                              | 1789   | [ 71 ] |    |
| 26 listopada 2021                        | Ruch Chorzów              | W   | Stadion Ruchu        | 0:0        |                                                                              | 7089   | [ 72 ] |    |
| 5 grudnia 2021                           | Śląsk II Wrocław          | D   | Arena Lublin         | 2:0        | Sędzikowski 20', Fidziukiewcz 43'                                            | 1524   | [ 73 ] |    |
|                                          |                           |     |                      |            |                                                                              |        |        |    |
| RUNDA WIOSENNA                           |                           |     |                      |            |                                                                              |        |        |    |
|                                          |                           |     |                      |            |                                                                              |        |        |    |
| 26 lutego 2022                           | Hutnik Kraków             | W   | Stadion Hutnika      | 2:1        | Swędrowski 33', Jurkowski 54' (sam)                                          | 520    | [ 74 ] |    |
| 5 marca 2022                             | Pogoń Siedlce             | D   | Arena Lublin         | 1:0        | Swędrowski 51'                                                               | 2432   | [ 75 ] |    |
| 12 marca 2022                            | Olimpia Elbląg            | D   | Arena Lublin         | 1:0        | Sędzikowski 88'                                                              | 2329   | [ 76 ] |    |
|                                          | GKS Bełchatów             | W   |                      | 3:0 (w.o.) |                                                                              |        | [ 77 ] |    |
| 26 marca 2022                            | Lech II Poznań            | D   | Arena Lublin         | 2:1        | Fidziukiewicz 61' (k), Moskwik 86'                                           | 3161   | [ 78 ] |    |
| 2/3 kwietnia 2022                        | Garbarnia Kraków          | W   | Stadion Garbarni     | 1:0        | Fidziukiewicz 39'                                                            | 100    | [ 79 ] |    |
| 9 kwietnia 2022                          | Pogoń Grodzisk Mazowiecki | D   | Arena Lublin         | 1:0        | Kołbon 12'                                                                   | 2807   | [ 80 ] |    |
| 16 kwietnia 2022                         | Chojniczanka Chojnice     | W   | Stadion Chojniczanki | 0:1        |                                                                              | 1987   | [ 81 ] |    |
| 23 kwietnia 2022                         | KKS 1925 Kalisz           | D   | Arena Lublin         | 1:0        | Swędrowski 57'                                                               | 3129   | [ 82 ] |    |
| 27 kwietnia 2022                         | Wigry Suwałki             | W   | Stadion Wigier       | 2:3        | Firlej 45', Swędrowski 66'                                                   | 454    | [ 83 ] |    |
| 1 maja 2022                              | Sokół Ostróda             | D   | Arena Lublin         | 5:0        | Ceglarz 6', Ryczkowski 22', Kołbon 77', · Sędzikowski 78', Fidziukiewicz 89' | 2011   | [ 84 ] |    |
| 7 maja 2022                              | Stal Rzeszów              | W   | Stadion Stali        | 1:1        | Firlej 38'                                                                   | 2428   | [ 85 ] |    |
| 14 maja 2022                             | Radunia Stężyca           | D   | Arena Lublin         | 2:2        | Murawski 78' (sam), Błyszko 80'                                              | 2563   | [ 86 ] |    |
| 21 maja 2022                             | Wisła Puławy              | W   | Stadion Wisły        | 0:3        |                                                                              | 982    | [ 87 ] |    |
|                                          |                           |     |                      |            |                                                                              |        |        |    |
| MECZE BARAŻOWE O UDZIAŁ W I LIDZE        |                           |     |                      |            |                                                                              |        |        |    |
|                                          |                           |     |                      |            |                                                                              |        |        |    |
| 25 maja 2022                             | Wigry Suwałki             | W   | Stadion Wigier       | 4:0        | Swędrowski 9', Firlej 26', Sędzikowski 57', Moskwik 72'                      | 819    | [ 88 ] |    |
| 29 maja 2022                             | Ruch Chorzów              | W   | Stadion Ruchu        | 0:4        |                                                                              |        | [ 58 ] |    |

## Kadra
| Numer      | Zawodnik             | Data ur.   | Występy        | Bramki         |                |                | Występy        | Bramki         |                |                | Występy   | Bramki    | Poprzedni klub            |
| Numer      | Zawodnik             | Data ur.   | RUNDA JESIENNA | RUNDA JESIENNA | RUNDA JESIENNA | RUNDA JESIENNA | RUNDA WIOSENNA | RUNDA WIOSENNA | RUNDA WIOSENNA | RUNDA WIOSENNA | SEZON     | SEZON     | Poprzedni klub            |
| Bramkarze  | Bramkarze            | Bramkarze  | Bramkarze      | Bramkarze      | Bramkarze      | Bramkarze      | Bramkarze      | Bramkarze      | Bramkarze      | Bramkarze      | Bramkarze | Bramkarze | Bramkarze                 |
| ---------- | -------------------- | ---------- | -------------- | -------------- | -------------- | -------------- | -------------- | -------------- | -------------- | -------------- | --------- | --------- | ------------------------- |
| 15         | Sebastian Madejski   | 2.01.1997  | 12             |                |                |                | 18             |                | 1              |                | 30        |           | Olimpia Elbląg            |
| 87         | Seweryn Kiełpin      | 18.12.1987 | 5              |                |                |                |                |                |                |                | 5         |           | Stal Mielec               |
| Obrońcy    |                      |            |                |                |                |                |                |                |                |                |           |           |                           |
| 2          | Adrian Dudziński     | 11.03.2001 | 4              | 2              |                |                |                |                |                |                | 4         | 2         | Unia Skierniewice         |
| 3          | Kamil Rozmus         | 13.01.1994 | 4 (3)          |                | 2              |                | 13 (2)         |                | 5              |                | 17 (5)    |           | Górnik Łęczna             |
| 4          | Wojciech Błyszko     | 5.10.1999  | 13             | 2              | 2              |                | 10             |                | 3              |                | 23        | 2         | Stal Mielec               |
| 11         | Paweł Moskwik        | 8.06.1992  | 11 (1)         |                | 3              |                | 7 (8)          | 2              | 1              |                | 18 (9)    | 2         | Znicz Pruszków            |
| 12         | Victor Massaia       | 9.02.1992  |                |                |                |                |                |                |                |                | 0         | 0         | U.D. Leiria               |
| 14         | Maksymilian Cichocki | 9.09.1999  | 5 (4)          |                | 4              |                | 8 (4)          |                | 2              |                | 13 (8)    |           | wychowanek                |
| 17         | Filip Wójcik         | 11.04.1997 | 9 (8)          |                | 2              |                | 17             |                | 4              |                | 26 (8)    |           | Stal Stalowa Wola         |
| 18         | Arkadiusz Najemski   | 12.01.1996 | 11             | 1              | 3              |                | 6              |                | 1              |                | 17        | 1         | GKS Bełchatów             |
| 19         | Marcin Michota       | 8.07.1997  |                |                |                |                | 1              |                | 1              |                | 1         |           | wychowanek                |
| 25         | Bartosz Zbiciak      | 17.01.2001 | —              | —              | —              | —              | 10             |                |                |                | 10        |           | Chełmianka Chełm          |
| 27         | Piotr Kusiński       | 6.07.2001  | 15 (1)         |                | 5              |                | 4 (1)          |                | 1              |                | 19 (2)    |           | Świt Nowy Dwór Mazowiecki |
| 91         | Ariel Wawszczyk      | 19.11.1991 | 5              |                | 2              |                | —              | —              | —              | —              | 5         |           | Olimpia Grudziądz         |
| Pomocnicy  |                      |            |                |                |                |                |                |                |                |                |           |           |                           |
| 1          | Jakub Kosecki        | 29.08.1990 | —              | —              | —              | —              | 5 (6)          |                | 1              |                | 5 (6)     |           | Cracovia                  |
| 5          | Jakub Świeciński     | 12.09.2001 | —              | —              | —              | —              | 11 (1)         |                | 2              |                | 11 (1)    |           | Elana Toruń               |
| 6          | Tomasz Swędrowski    | 25.11.1993 | 13 (2)         |                | 3              |                | 13 (3)         | 5              | 2              |                | 26 (5)    | 5         | Bytovia Bytów             |
| 10         | Rafał Król           | 16.01.1989 | 7 (3)          |                | 1              |                | 3 (6)          |                | 3              |                | 10 (9)    |           | Stal Kraśnik              |
| 20         | Damian Sędzikowski   | 1.01.2001  | 8 (5)          |                |                |                | 10 (6)         | 5              | 1              |                | 18 (11)   | 5         | Escola Varsovia           |
| 21         | Tomasz Kołbon        | 11.06.1994 | 2 (6)          |                |                |                | 10 (5)         | 2              | 3              |                | 12 (11)   | 2         | Garbarnia Kraków          |
| 25         | Dominik Kunca        | 4.03.1992  |                |                |                |                | —              | —              | —              | —              | 0         | 0         | MFK Ružomberok            |
| 33         | Vitinho              | 10.05.1993 | 11 (4)         |                |                |                | 1 (1)          |                | 2              | 1              | 12 (5)    |           | U.D. Vilafranquense       |
| 34         | Dmitri Mandrîcenco   | 13.05.1997 | —              | —              | —              | —              | 4 (4)          |                | 1              |                | 4 (4)     |           | Inhułeć Petrowe           |
| 45         | Adam Ryczkowski      | 30.07.1997 | 9 (8)          |                |                |                | 12 (6)         | 1              |                |                | 21 (14)   | 1         | Chojniczanka Chojnice     |
| 76         | Cezary Polak         | 31.05.2003 | 6 (5)          |                | 3              | 1              | 0 (7)          |                |                |                | 6 (12)    |           | Znicz Pruszków            |
| 77         | Piotr Ceglarz        | 29.06.1992 | 17             | 4              | 3              |                | 13 (3)         | 1              | 1              |                | 30 (3)    | 5         | Stal Rzeszów              |
| 80         | Sebastian Rak        | 23.02.2001 | 3 (5)          |                |                |                | 2 (1)          |                |                |                | 5 (6)     |           | Elana Toruń               |
| Napastnicy |                      |            |                |                |                |                |                |                |                |                |           |           |                           |
| 7          | Maciej Firlej        | 23.09.1996 | 2 (15)         | 4              | 2              |                | 6 (10)         | 3              |                |                | 8 (25)    | 7         | Znicz Pruszków            |
| 8          | Michał Fidziukiewicz | 8.02.1991  | 16 (1)         | 15             |                |                | 12 (6)         | 4              | 1              |                | 28 (7)    | 19        | Garbarnia Kraków          |
| 9          | Krzysztof Ropski     | 14.09.1996 | 0 (5)          | 1              |                |                |                |                |                |                | 0 (5)     | 1         | Siarka Tarnobrzeg         |

## Puchar Polski na szczeblu centralnym
| Data                 | Runda | Przeciwnik                 | D/W | Miejsce        | Wynik M/P | Strzelcy                                    | Widzów | Źródło |
| -------------------- | ----- | -------------------------- | --- | -------------- | --------- | ------------------------------------------- | ------ | ------ |
| 22 września 2021     | I     | Podbeskidzie Bielsko-Biała | D   | Arena Lublin   | 1:0       | Firlej 16' (k)                              | 2169   | [ 89 ] |
| 27 października 2021 | 1/16  | Pogoń Siedlce              | W   | Stadion Pogoni | 5:0       | Firlej 8', 30', 32', Rozmus 15', Wójcik 53' | 356    | [ 90 ] |
| 1 grudnia 2021       | 1/8   | Legia Warszawa             | D   | Arena Lublin   | 1:2       | Fidziukiewcz 14'                            | 14 914 | [ 91 ] |